# Holland (Film)
Holland (auch Holland, Michigan) ist ein Thriller von Mimi Cave. Der Film mit Nicole Kidman, Gael García Bernal und Matthew Macfadyen in den Hauptrollen spielt in der titelgebenden Stadt Holland in Michigan. Der Film feierte im März 2025 beim South by Southwest Film Festival seine Premiere und wurde Ende März 2025 in das Programm von Prime Video aufgenommen.

## Handlung
Holland (Michigan) Anfang der 2000er Jahre. Die Lehrerin Nancy Vandergroot fühlt sich als Zugezogene mit ihrem Mann Fred und ihrem Sohn Harry in der holländisch geprägten Stadt so wohl, dass sie sich manchmal fragt, ob das alles überhaupt real ist. In ihrer Freizeit verbringen Fred und Harry viele Stunden mit der Arbeit an ihrer Modelleisenbahn.
Fred ist Augenarzt und gibt seit einiger Zeit immer wieder vor, zu Tagungen verreisen zu müssen, was Nancy zunehmend wundert. So beginnt sie an seiner Treue zu zweifeln. Da sie vermutet, dass Fred eine Affäre hat, wirft Nancy ihre Prinzipien über Bord und beginnt mit ihrem neuen Kollegen Dave Delgado eine Affäre.
Als sie ihrem Ehemann hinterherspioniert, muss Nancy feststellen, dass dieser nicht fremdgeht, sondern ein Doppelleben führt und ein Serienmörder ist. Er hat die Häuser seiner Opfer in seiner Modelleisenbahnlandschaft maßstabsgetreu nachgebaut.

## Produktion

### Regie und Drehbuch
Der Film ist eine Produktion der Amazon Studios. Regie führte Mimi Cave. Es handelt sich bei Holland, Michigan um ihren zweiten Spielfilm nach der Horrorkomödie Fresh aus dem Jahr 2022. Das Drehbuch schrieb Andrew Sodroski. Er war zuvor als Autor für die Fernsehserie Manhunt tätig. Für Holland, Michigan schrieb Sodroski seines erstes Drehbuch für einen Spielfilm. Dieses landete im Jahr 2013 auf Platz 1 der Blacklist der besten unverfilmten Ideen Hollywoods.

### Besetzung und Dreharbeiten

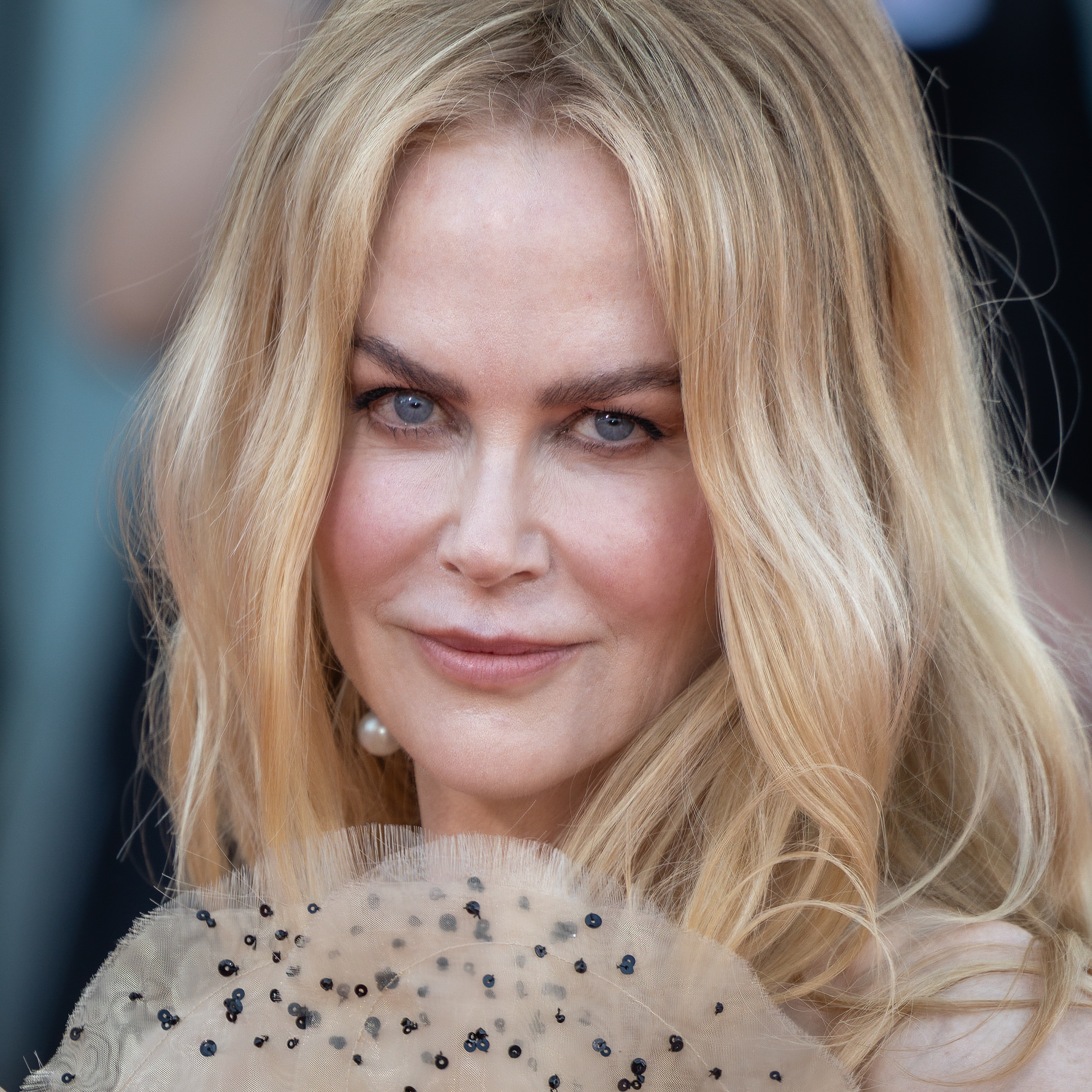
Nicole Kidman spielt Nancy

Oscar-Preisträgerin Nicole Kidman spielt die Lehrerin Nancy Vandergroot, Matthew Macfadyen ihren Ehemann Fred und Jude Hill ihren Sohn Harry. Weiter auf der Besetzungsliste finden sich Gael García Bernal als Nancys Kollege Dave Delgado, Rachel Sennott als ihr Kindermädchen, Lennon Parham, Isaac Krasner und Jeff Pope.
Neben den Dreharbeiten Anfang 2023 in der titelgebenden Stadt Holland in Michigan, unter anderem in den Windmill Island Gardens, wurde auch in Nashville, Tennessee, gedreht. Kameramann war der Pole Pawel Pogorzelski, mit dem Cave bereits für Fresh zusammenarbeitete.

### Filmmusik, Marketing und Veröffentlichung
Die Filmmusik komponiert Alex Somers. Mit ihm arbeitete Cave ebenfalls bereits für Fresh zusammen. Seine letzte Arbeit war Causeway von Lila Neugebauer. Das Soundtrack-Album mit insgesamt 30 Musikstücken wird am 27. März 2025 von Milan Records als Download veröffentlicht.
Der erste Trailer wurde Ende Februar 2025 vorgestellt. Die Premiere des Films fand am 9. März 2025 beim South by Southwest Film Festival statt. Am 27. März 2025 wurde Holland in das Programm von Prime Video aufgenommen.

## Rezeption

### Altersfreigabe
In den USA erhielt der Film von der MPAA ein R-Rating, was einer Freigabe ab 17 Jahren entspricht. In Deutschland wurde der Film von der FSK ab 16 Jahren freigegeben.

### Kritiken
Die Kritiken fielen gemischt aus. Bei Rotten Tomatoes sind rund ein Drittel dieser positiv. Bei Metacritic erhielt der Film einen Metascore von 45 von 100 möglichen Punkten.
Glenn Garner schreibt in seiner Kritik für deadline.com, Nicole Kidmans witzige und manische Darstellung lasse den Film wie eine Fortsetzung von Gus Van Sants Schwarzer Komödie To Die For von 1995 wirken, jedoch mit einem noch dunkleren Mysterium, das sie enträtselt. Wie immer liefere Gael García Bernal eine charmante und intensive Darstellung eines Mannes, der von seiner eigenen dunklen Vergangenheit sowie seinen Gefühlen für Nancy und den Problemen, die sie umgeben, zerrissen wird. Matthew Macfadyen sei der perfekte, unheimliche Vorstadtvater, der seine Frau durch Gaslighting zur Unterwerfung zwingt, wenn er sich nicht gerade um seine Modelleisenbahn im Holzschuppen kümmert. Holland sei ein wunderschön komponiertes Porträt der Klaustrophobie der Vorstädte und der Dunkelheit, die unter den Annehmlichkeiten des Mittleren Westens brodelt.